# استخبارات التهديدات السيبرانية
استخبارات التهديدات السيبرانية (بالإنجليزية: Cyber Threat Intelligence) اختصارا CTI وهي قسم من الأمن السيبراني وتشير إلى عملية جمع وتحليل وتفسير المعلومات المتعلقة بالتهديدات الرقمية، بهدف تحسين قدرة المؤسسات على التنبؤ بالهجمات السيبرانية ومنعها والاستجابة لها بفعالية. وتعتبر هذه العملية جزء أساسي من أنظمة الدفاع السيبراني الحديثة، وتستخدمها المؤسسات الحكومية، والمنظمات الخاصة، ومراكز العمليات الأمنية (SOC).
ومن أهم مصادر استخبارات التهديدات السيبرانية وسائل التواصل الإجتماعي، استخبارات المصادر المفتوحة، الاستخبارات التقنية، والمعلومات المكتسبة جنائيا وأيضا المعلومات الصادرة من الويب المظلم والويب العميق.
في العصر الحالي، اصبحت استخبارات التهديدات الرقمية جزء اساسي في استراتيجيات الامن السيبراني للحكومات والشركات والمؤسسات وحتى المواقع الإلكترونية الشخصية، اذ بواستطها يتم تجنب التهديدات التي تشكل خطر على البنية الرقمية ومنع عمليات الاختراق قبل وقوعها.

## دورة حياة استخبارات التهديدات السيبرانية
ان عملية تطبيق استخبارات التهديدات السيبرانية عملية متواصلة ومتكررة، يتم تعريفها اصطلاحا بإسم دورة الاستخبارات وتتكون من خمس مراحل وهي: التخطيط، الجمع، المعالجة، التحليل، النشر.
في مرحلة التخطيط يتم تجهيز المعلومات الاستخباراتية حول الموضوع، ثم في مرحلة الجمع يتم الوصول الى البيانات من المصادر المختلفة، ثم في مرحلة المعالجة يتم تحليل البيانات والمعلومات وتصفيتها، ثم في مرحلة التحليل حيث يتم تحويل المعلومات المفيدة الى معلومات استخباراتية في الأمن الرقمي، ثم في المرحلة الأخيرة ترسل معلومات التهديد الى المستخدمين لاستخدامها وتطبيقها في الأنطمة والبرمجيات المختلفة.

## الأنواع الرئيسية لاستخبارات التهديدات
الاستخبارات الاستراتيجية: تقدم معلومات عالية المستوى تساعد صانعي القرار على فهم المشهد العام للتهديدات ومؤشرات الاختراق وفي العادة للمستخدمين غير التقنيين.
الاستخبارات التكتيكية: يتم التركيز على أدوات وأساليب وتقنيات المهاجمين، وتستخدم لتحسين إعدادات الحماية.
الاستخبارات التشغيلية: تتعلق بحملات هجومية محددة، وتستخدم في تحليل السياق وتوقيت الهجمات.

## فوائد استخبارات التهديدات السيبرانية
توفّر استخبارات التهديدات السيبرانية مجموعة من الفوائد التي تسهم في تحسين الجاهزية الرقمية وفعالية إدارة المخاطر، وتشمل ما يلي:
- تمكين المؤسسات والهيئات من تطوير وضع أمني سيبراني استباقي وفعال، وتعزز من سياسات وإجراءات الأمن السيبراني وإدارة المخاطر.[10]
- تساهم في الانتقال من نموذج رد الفعل إلى نموذج استباقي تنبؤي، مما يساعد على الاستعداد للهجمات قبل وقوعها. [6]
- توفير سياق وتحليل معمق حول التهديدات النشطة والمحتملة، مما يدعم عملية اتخاذ القرار.[8]
- تساعد في منع تسريبات البيانات الحساسة وتقلل من احتمالية فقدان المعلومات.[8]
- تساهم في خفض التكاليف الإجمالية، لأن تقليل الحوادث الأمنية يعد استثمار وقائي يقلل من الخسائر الناتجة عن الاختراقات.[8]
- توفير إرشادات وتوصيات للمؤسسات حول كيفية تنفيذ التدابير الأمنية المناسبة للحماية من الهجمات المستقبلية.[8]
- تعزيز مشاركة المعرفة والخبرات بين العاملين في مجال الأمن السيبراني، ما يساعد برفع كفاءة فرق الدفاع والحماية.[8]
- تسهيل عملية اكتشاف وتحليل المخاطر والتهديدات، وآليات تنفيذها، ومؤشرات الاختراق (IOCs)، والجهات الفاعلة المحتملة ودوافعها.[8]
- تدعم اكتشاف الهجمات في مراحلها الأولى أو حتى قبل تنفيذها. حيث تقدم مؤشرات واضحة حول الأنشطة المرتبطة بكل مرحلة من مراحل الهجوم. [11]
- توضح مساحات التهديد ونواقل الهجوم والأنشطة الخبيثة الموجهة نحو بيئات تكنولوجيا المعلومات (IT) والتشغيل (OT). [11]
- تعتبر مرجع قائم على الأدلة يوثق كلاً من الهجمات الناجحة والفاشلة.
- تزويد فرق الاستجابة للطوارئ السيبرانية (CERT) والمجموعات المختصة بالاستجابة للحوادث بمؤشرات قابلة للتنفيذ.[11]

## أدوات واستخدامات
من أشهر الأدوات المستخدمة في استخبارات التهديدات السيبرانية حاليا MISP وهي منصة لمشاركة مؤشرات التهديد بين الجهات المختلفة، OpenCTI وهو نظام إدارة استخبارات التهديد، YARA: أداة لتحليل البرمجيات الخبيثة. MITRE ATT&CK: إطار تصنيفي لتكتيكات وأساليب المهاجمين. حيث تستخدم هذه الأدوات لتقوية الدفاعات، وتحسين الاستجابة للحوادث، واكتشاف الهجمات المتقدمة.

## الفرق بين استخبارات التهديد واستحبارات المصادر المفتوحة
رغم وجود تداخل جزئي بين استخبارات التهديدات السيبرانية واستخبارات المصادر المفتوحة (OSINT)، إلا أن هناك فروقات جوهرية بينهما من حيث الأهداف والمصادر والاستخدام. تعتمد OSINT على جمع وتحليل المعلومات المتاحة من مصادر مفتوحة مثل الإنترنت، ووسائل الإعلام، ومنصات التواصل الاجتماعي، وتهدف في الغالب إلى تقديم صورة شاملة وداعمة لاتخاذ القرار في مجالات متنوعة، منها الأمن القومي، والصحافة، واستخبارات التسويق. أما استخبارات التهديدات السيبرانية، فتركز على المعلومات التقنية والسياقية التي تساعد في التعرف على التهديدات الرقمية وتحليلها والتنبؤ بها والاستجابة لها. وغالبا ما تجمع بياناتها من مصادر مختلطة، تشمل بيانات داخلية مثل سجلات الأنظمة، وتحليلات البرمجيات الخبيثة، ومؤشرات الاختراق (IOCs)، بالإضافة إلى المصادر المفتوحة. يستخدم OSINT في مجالات مدنية وتجارية وبحثية، بينما تعتبر استخبارات التهديدات جزء من منظومات الدفاع السيبراني وتستخدمها فرق أمن المعلومات ومراكز العمليات الأمنية. كما أن طبيعة OSINT علنية بطبيعتها، بينما قد تتضمن CTI معلومات حساسة أو سرية تتطلب معالجة خاصة ضمن البنية الأمنية للمؤسسة.